# Montigny-sur-Vesle
Montigny-sur-Vesle ist eine französische Gemeinde mit 537 Einwohnern (Stand: 1. Januar 2022) im Département Marne in der Region Grand Est (vor 2016 Champagne-Ardenne). Die Gemeinde gehört zum Arrondissement Reims und zum Kanton Fismes-Montagne de Reims. Die Einwohner werden Ignymontois genannt.

## Geographie
Montigny-sur-Vesle liegt etwa 19 Kilometer westnordwestlich des Stadtzentrums von Reims am Vesle, der die Gemeinde im Süden begrenzt. Umgeben wird Montigny-sur-Vesle von den Nachbargemeinden Ventelay im Norden, Bouvancourt im Nordosten, Pévy im Osten, Prouilly im Südosten, Jonchery-sur-Vesle im Süden und Südosten, Vandeuil im Süden, Breuil-sur-Vesle im Süden und Südwesten sowie Romain im Westen und Nordwesten.

## Bevölkerungsentwicklung
| Jahr                       | 1962 | 1968 | 1975 | 1982 | 1990 | 1999 | 2006 | 2018 |
| Einwohner                  | 311  | 311  | 274  | 321  | 339  | 395  | 446  | 511  |
| Quellen: Cassini und INSEE |      |      |      |      |      |      |      |      |

## Sehenswürdigkeiten

Kirche Saint-Pierre-et-Saint-Paul

- Kirche Saint-Pierre-et-Saint-Paul